# Tweede van Swindenstraat 26
Tweede van Swindenstraat 26/Pieter Nieuwlandstraat 3 te Amsterdam is een relatief modern complex aan de Tweede van Swindenstraat en Pieter Nieuwlandstraat in de Dapperbuurt in Amsterdam-Oost.

## Geschiedenis
De Tweede van Swindenstraat is sinds 1882 een woonstraat met hier en daar een winkel. In de jaren zeventig en tachtig van de 20 eeuw vond er net als in de omliggende buurt een groot stadsvernieuwingsproject plaats. Oude woningen die niet meer aan de eisen voldeden en niet rendabel gerenoveerd konden worden gingen tegen de vlakte. Dit overkwam zo ook een blok vanaf Tweede van Swindenstraat 24 en hoger (woon- en winkelpanden), Van Swindendwarsstraat en Pieter Nielandstraat, stammend uit ongeveer 1893. Op het braakliggend rechthoekige terrein werd rond 1985 gebouwd aan een complex met basisschool en het Muiderpoorttheater en er kwam een nieuwe straat.

## Straat
Deze amper 50 meter lange Johanna Westerdijkstraat vormt de verbinding tussen de Tweede van Swindenstraat en Pieter Nieuwlandstraat. Ze kreeg in de jaren haar naam en werd vernoemd naar wetenschapper Johanna Westerdijk.

## Complex
Architect Evert Jelle Jelles (1932-2003) ontwierp in het kader van stadsvernieuwing onder Jan Schaefer een combinatie van theaterruimte voor het Muiderpoorttheater (sinds 2014 Oostblok) en school. Het theater zat als het ware in de aula van de school.
Het gebouw kreeg de structuralistische bouwstijl mee. Het Muiderpoorttheater kreeg haar ingang aan Tweede van Swindenstraat 26; de OBS De Dapper haar ingang aan de Pieter Nieuwlandstraat 3. Aan de westzijde van de school werd een speelterrein vrijgehouden van bebouwing. Deze was eerste helemaal betegeld, maar werd later groener ingericht. In die speelplaats staat een mozaïekbeeld.
Beide delen kregen begin 21e eeuw een verbouwing. De school kreeg een uitbreiding voor een ouderruimte; deze vond plaats op een stuk laagbouw aan de Pieter Nieuwlandstraat 3. Eerste ideeën betroffen nieuwe architectuur, maar de welstandscommissie hield dat af. Men koos uiteindelijk voor een extra verdieping in een uitvoering in de stijl van Jelles onder architect Peter Dautzenberg.
Architect Onno Vlaanderen was verantwoordelijk voor een betere herkenbaarheid van de theateringang en een nieuwe inrichting van het theater.

### 2022
De school werd ongewijzigd voortgezet, maar Muiderpoorttheater/Oostblok vertrok. Eigenaar van dat deel bleef Stichting Podiumpartners. Er kwam een nieuwe gebruiker Jungle Amsterdam trok erin. Er werd een contract getekend voor tweemaal één jaar automatisch te verlengen met twee maal vijf jaar. Al in 2018 ontstond onenigheid tussen verhuurder en huurder. De verhuurder wilde het deelgebouw in 2018 leeg hebben, terwijl de huurder nog volgens het contract de tijd te hebben tot 2028. Volgens insiders zou een rechtszaak uitkomst moeten bieden.

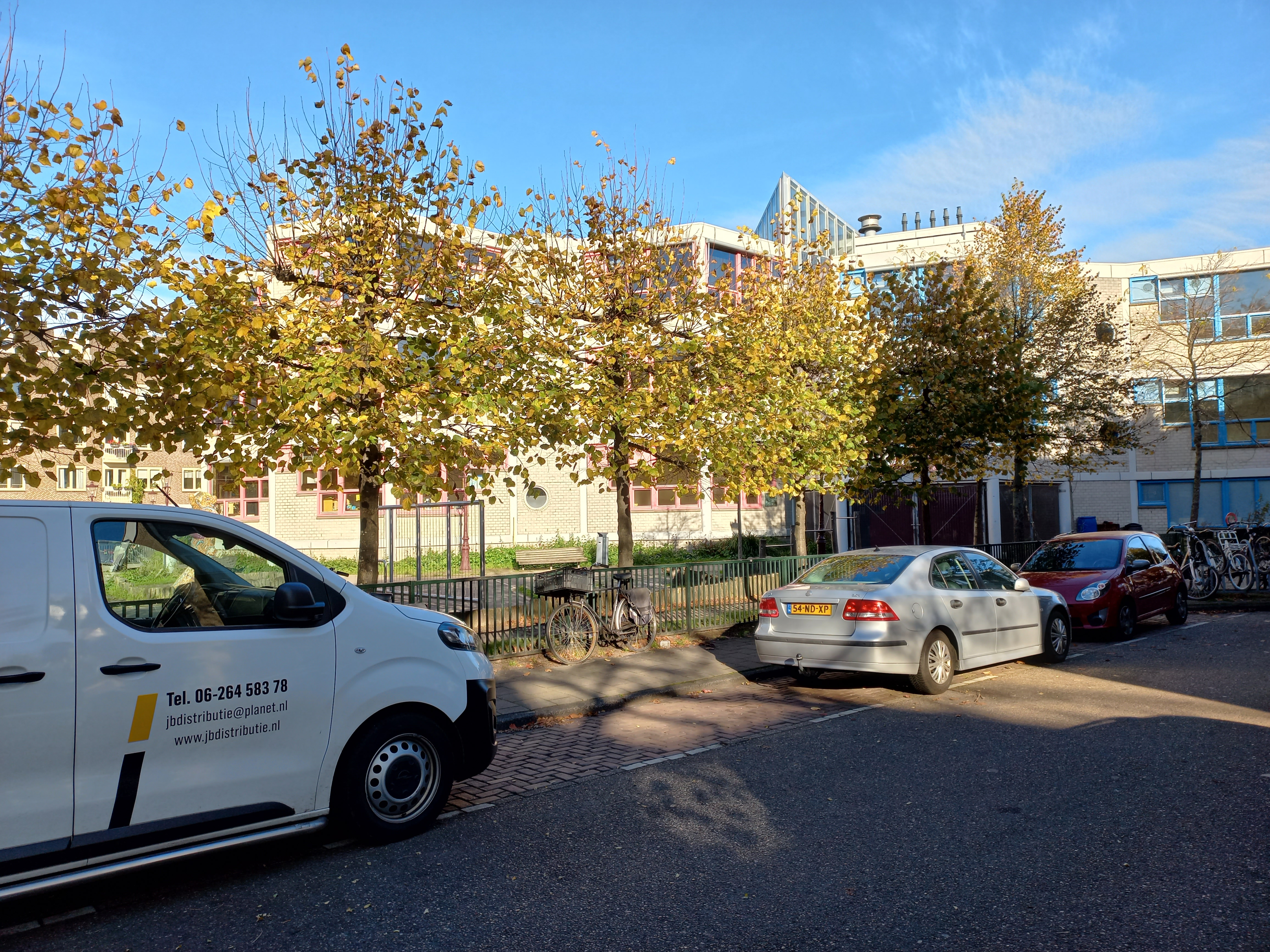
School aan Pieter Nieuwlandstraat (november 2022)

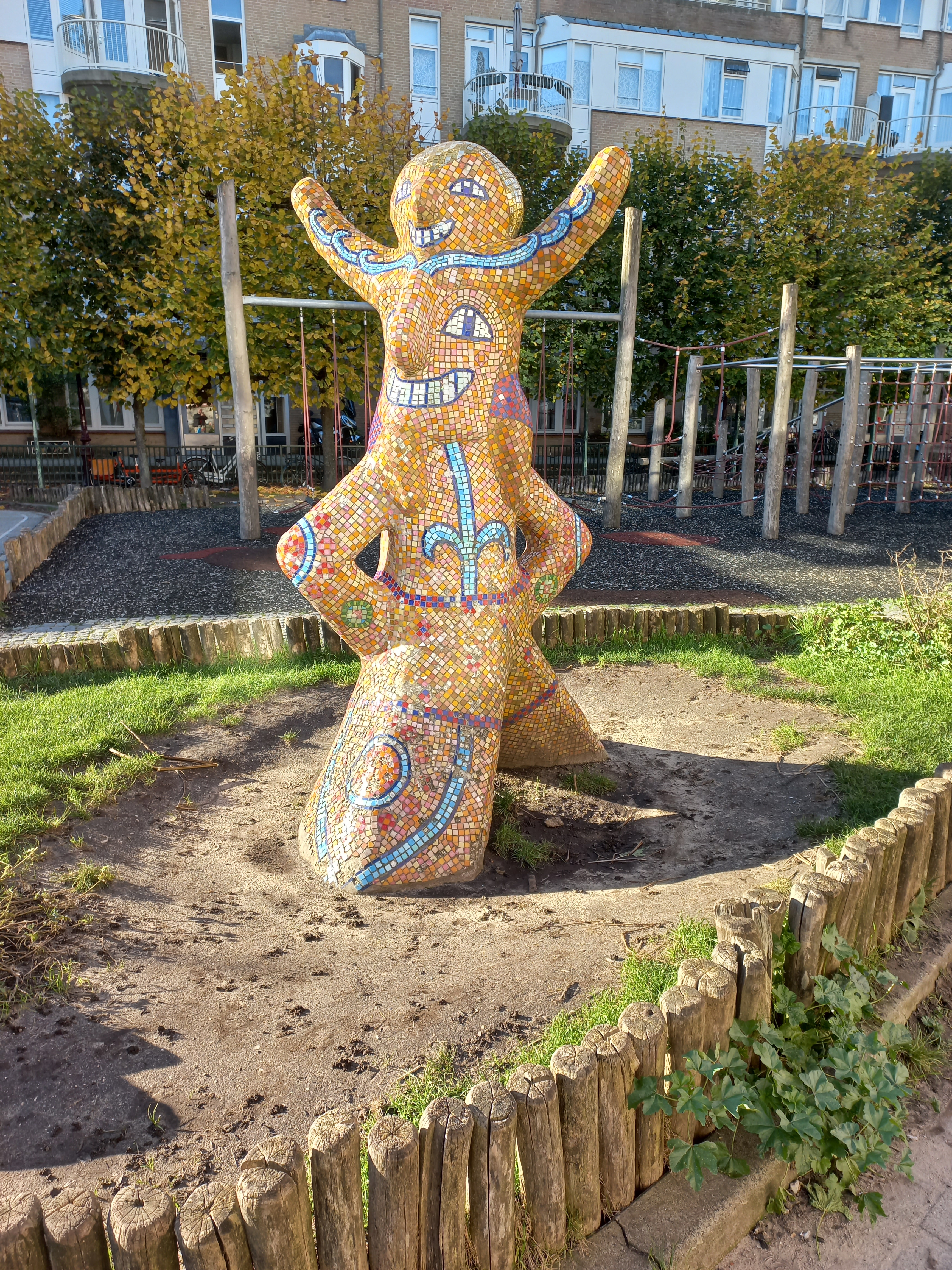
Mozaïekbeeld (november 2022)